# Рождественская, Людмила Борисовна
Людмила Борисовна Рождественская (8 мая 1917, Иваново-Вознесенск — 20 февраля 2014, Нижний Новгород) — советский архитектор, работавшая в городе Горьком. Первая женщина-архитектор Нижнего Новгорода.
Спроектированный Л. Б. Рождественской жилой дом завода «Красное Сормово» — сегодня памятник архитектуры, внесён в реестр объектов культурного наследия как лучший образец советской архитектуры послевоенного периода в городе.

## Биография
Родилась 8 мая 1917 года в городе Иваново-Вознесенске в семье профессора Сергея Игнатьевича Комарова и Евгении Андреевны (урождённой Фон Ренн). В 1918 году семья переехала в Нижний Новгород. В 1919 году, во время эпидемии испанки умерла её мать. Спустя несколько лет девочку удочерила семья коллеги отца — супруги Борис Григорьевич и Елена Николаевна Рождественские, потерявшие в ту же эпидемию малолетнюю дочь. Рождественские приехали в Нижний Новгород в 1915 году, вместе с эвакуированным во время Первой мировой войны Варшавским политехническим институтом. Позже Борис Григорьевич работал в ГИСИ в должности профессора.
В 1935 году Людмила Борисовна окончила десятый класс и поступила в Горьковский инженерно-строительный институт на факультет промышленного и гражданского строительства. Здесь она впервые встретила своего будущего коллегу и мужа — Юрия Николаевича Бубнова, с которым училась в одной группе.
В 1938 году профессор Б. Г. Рождественский был арестован и сослан в лагеря, а Людмила Борисовна стала «дочерью врага народа». Руководство ГИСИ, сотрудники и соученики, зная этот факт, не донесли начальству, и в 1940 году Рождественская смогла получить диплом.
В годы Великой Отечественной войны Л. Б. Рождественская работала инженером-проектировщиком, как и другие выпускники ГИСИ, участвовала в работах по строительству оборонительных сооружений и технической маскировке промышленных объектов Горького и Горьковской области от налётов вражеской авиации. В 1943 году после ранения в Горький вернулся Ю. Н. Бубнов и в том же году они поженились.
В 1947 году Рождественская поступила на работу в Архитектурно-планировочную мастерскую Горьковского горисполкома. На тот момент она стала единственной женщиной-архитектором в городе. С 1949 года — член Союза Архитекторов СССР. Самостоятельно, и в соавторстве с мужем, Рождественская спроектировала ряд жилых и общественных зданий, а также проекты типовых жилых домов, рекомендованных Госстроем РСФСР для повторного применения в других городах страны.
С 1956 года работала главным архитектором Сантехпроекта.
Умерла 20 февраля 2014 года. Похоронена на Федяковском кладбище Нижнего Новгорода.

## Проекты и постройки
В послевоенное десятилетие самостоятельно и совместно с Ю. Н. Бубновым проектировала ряд жилых и общественных зданий, а также проекты типовых жилых домов, рекомендованных Госстроем РСФСР для повторного применения в других городах страны:
- Школа на 400 учащихся на Московском шоссе (1948—49 годы)
- 5-этажный жилой дом с аптекой и магазином на улице Страж Революции (1951)
- Два жилых дома с детским садом и магазином № 14, 16 на проспекте Гагарина (1953)
- Серия 3—5-этажных домов повторного применения (1953)
- Жилой дом № 30А по улице Большой Покровской (1953)
- 5-этажный жилой дом № 29 по улице Большой Покровской (1954)
- Машиностроительный техникум в Сормово (1954—56 года)
- Хирургический корпус больницы № 12 (1954)
- ВНИПИнефть (1959)
- Кинотеатр «Октябрь» на улице Большой Покровской (1963)
- ГипродорНИИ на улице Максима Горького (1986)